# سوفي لي مارشان
سوفي لي مارشان (2 أكتوبر 1988 في المملكة المتحدة - ) (بالإنجليزية: Sophie Le Marchand)‏ هي لاعبة كريكت بريطانية.

## وصلات خارجية
- سوفي لي مارشان على موقع إي آس بي آن كريك إنفو (الإنجليزية)